# Eugene Tzigane

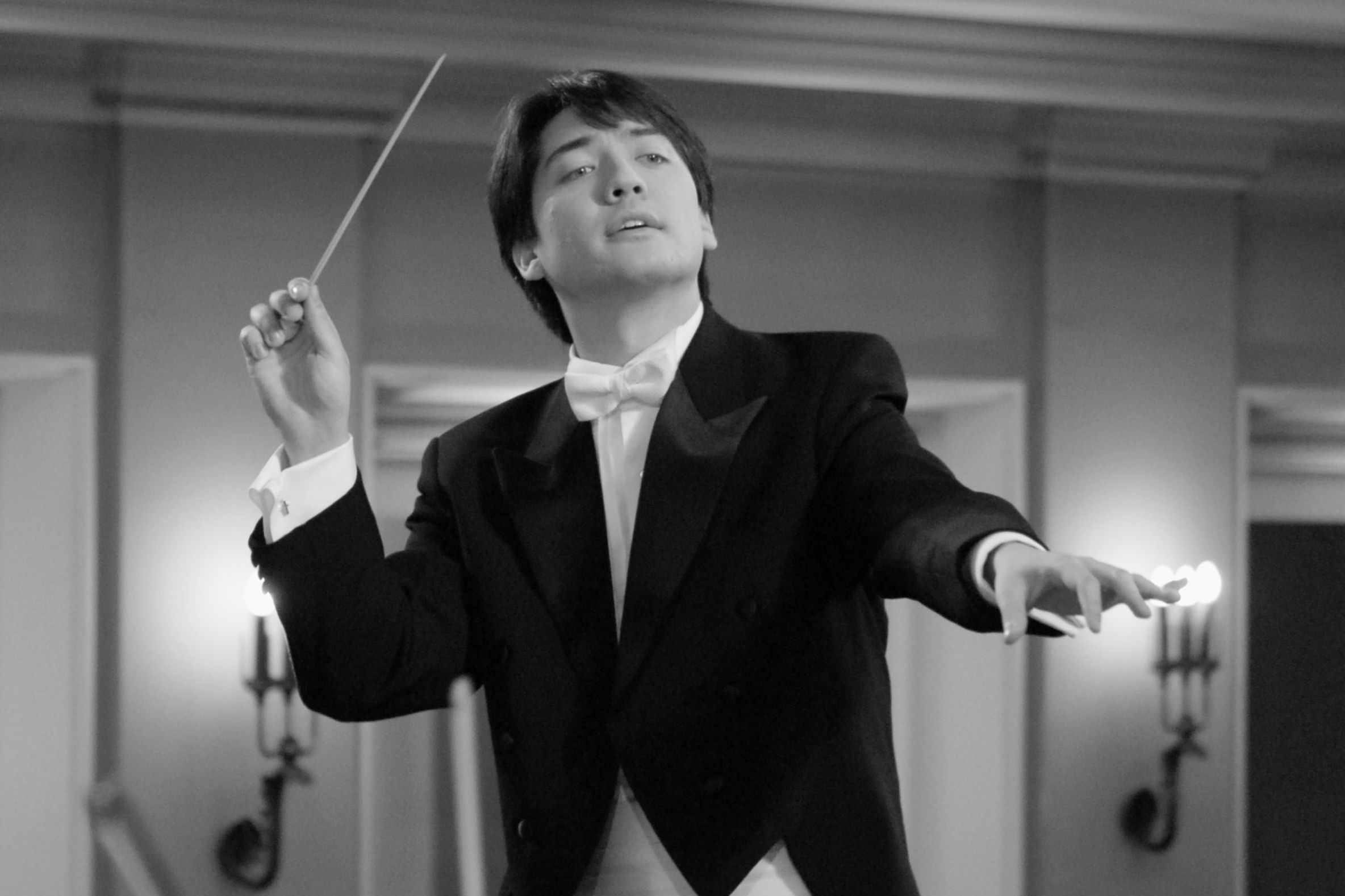
Eugene Tzigane durante el concurso Grzegorz Fitelberg en 2007

Eugene Tzigane (nacido como Gene McDonough; Tokio, 17 de diciembre de 1981) es un director de orquesta estadounidense que actualmente es el director jefe de Nordwestdeutsche Philharmonie de Herford, Alemania. Es hijo de madre japonesa y padre estadounidense.
Tzigane estudió con James DePriest en la Juilliard School y se graduó en 2007 con un máster de música en dirección de orquesta. Posteriormente estudió con Jorma Panula en el Real Conservatorio de Estocolmo. Posee varios premios, entre ellos la victoria en 2007 en el VIII Concurso Internacional Grzegorz Fitelberg, celebrado en Katowice, Polonia, y sendos  segundos premios en el IV Concurso Sir Georg Solti de Fráncfort (2008) y en el IV Concurso Internacional Lovro von Matačić de Zagreb, Croacia (2007).
Dirigió por primera vez la Nordwestdeutsche Philharmonie en octubre de 2009, y en diciembre de ese mismo año fue nombrado próximo director de la orquesta, con un contrato de 4 años a partir de la temporada 2010-2011. También en 2009 fue nombrado principal director invitado de la Filarmónica de Pomerania (Filharmonia Pomorska), con sede en Bydgoszcz (Polonia). Hizo su debut como director de ópera en la Bayerische Staatsoper en 2009, dirigiendo una nueva versión de Così fan tutte, de Mozart.
Eugene Tzigane se casó en mayo de 2010 con la violinista estadounidense Joanna Farrer.